# 中央阿爾卑斯國定公園
中央阿爾卑斯國定公園（日语：／ Chūō Arupusu Kokutei Kōen）是日本長野縣南部的國定公園。面積3萬5427公頃。1951年（昭和26年）11月22日成為長野縣首座縣立自然公園，2020年（令和2年）3月27日依環境省告示第33號「中央阿爾卑斯國定公園指定件」升格為國定公園。

## 概要
公園涵蓋長野縣南部的木曾谷與伊那谷之間的中央阿爾卑斯（木曾山脈）全域，北起權兵衛峠南方，南至惠那山，長約50公里。該山域是木曾川與天龍川支流的源頭，最高峰為木曾駒岳（2,956公尺）。特別保護地區有80.6%位於宮田村。

## 地理

### 主要山岳

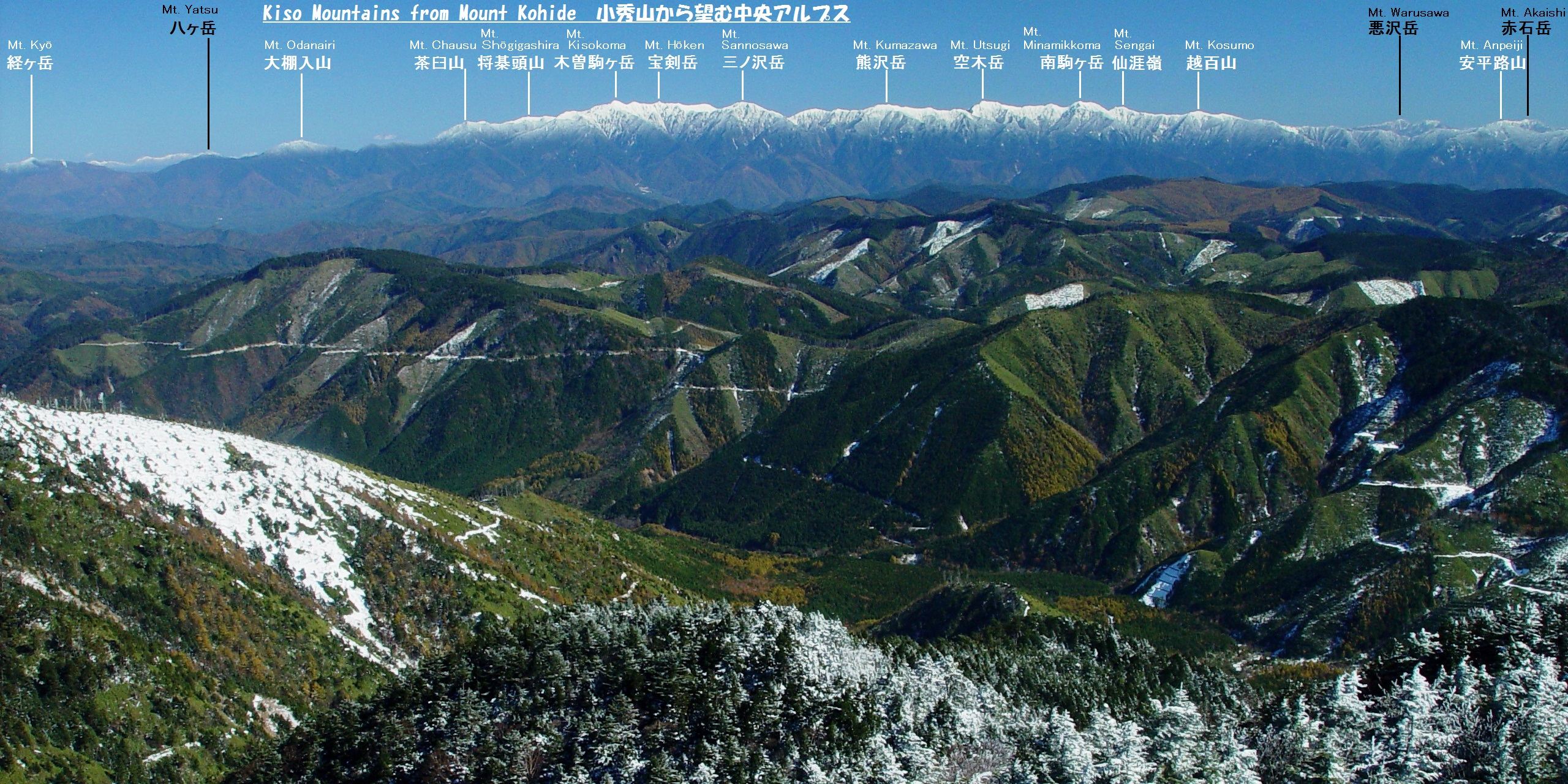
西方小秀山望向中央阿爾卑斯

- 經岳（日语：経ヶ岳 (長野県)）
- 將棊頭山（日语：将棊頭山）
- 木曾駒岳
- 寶劍岳（日语：将棊頭山）
- 空木岳（日语：空木岳）
- 南駒岳（日语：南駒ヶ岳）
- 越百山（日语：越百山）
- 安平路山（日语：安平路山）
- 摺古木山（日语：摺古木山）
- 惠那山

## 相關市町村
- 塩尻市
- 伊那市
- 駒根市
- 飯田市
- 上伊那郡
  - 宮田村
  - 飯島町
- 下伊那郡
  - 松川町
  - 高森町
  - 阿智村
- 木曾郡
  - 木曾町
  - 大桑村
  - 南木曾町

## 集團設施地區
| 地區名 | 面積   | 所在地             | 使用人數（人） |
| ------ | ------ | ------------------ | -------------- |
| 寢覺   | 29.0ha | 長野縣木曾郡上松町 | －             |

## 外部連結
- 中央阿爾卑斯論壇 （页面存档备份，存于）
- 長野縣自然公園介紹（页面存档备份，存于）